# Arquebisbat de Dublín

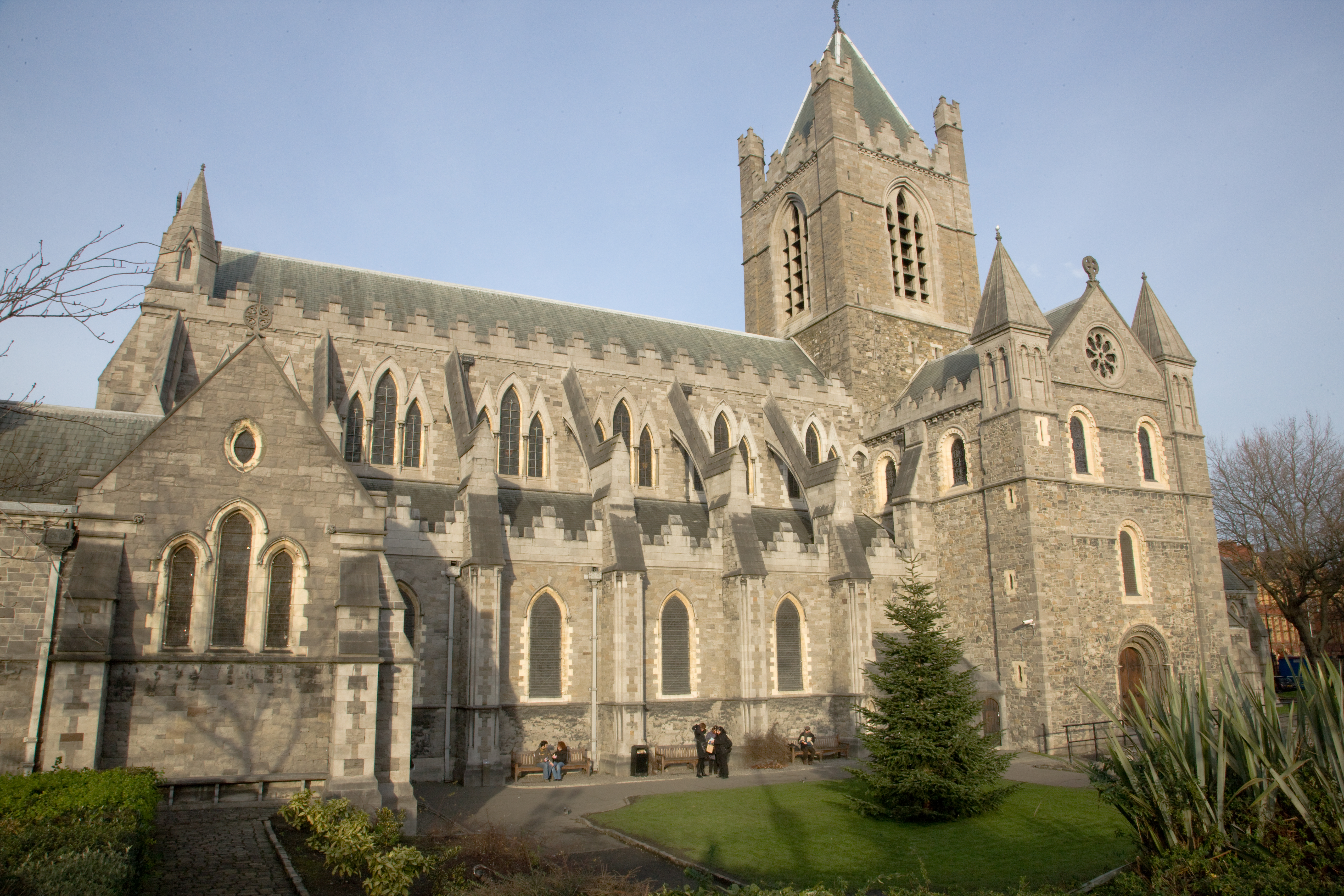
L'antiga catedral catòlica de la Santíssima Trinitat de Dublín, avui pertanyent a l'Església d'Irlanda.

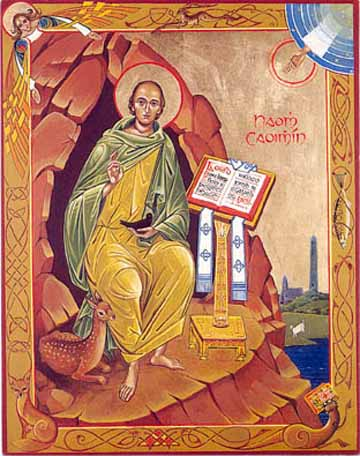
Sant Kevin de Glendalough, patró de l'arxidiòcesi.

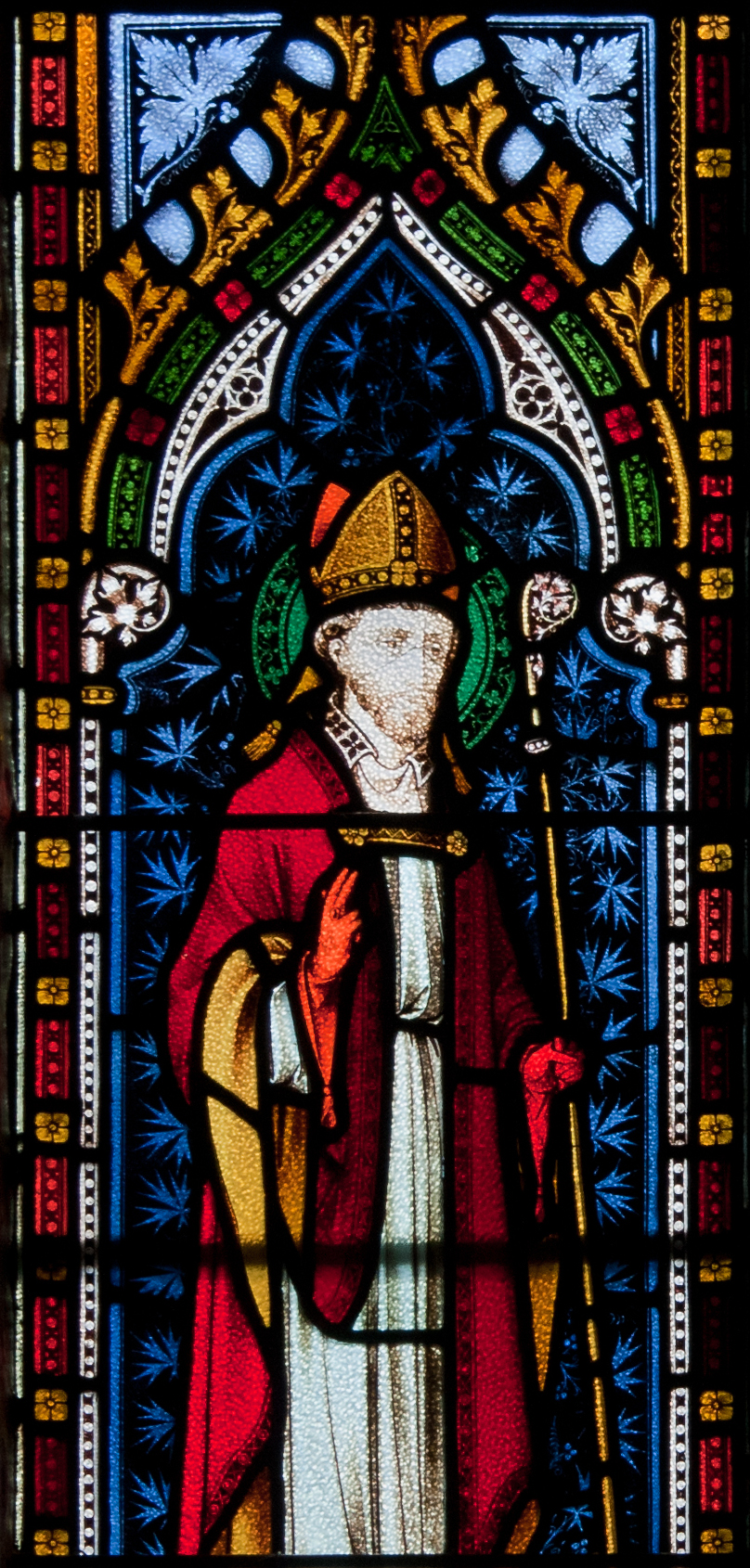
Sant Llorenç O'Toole, patró de l'arxidiòcesi.

L'arquebisbat de Dublín (gaèlic: Ard-Deoise Bhaile Átha Cliath; anglès: Archdiocese of Dublin; llatí: Archidioecesis Dublinensis) és una seu metropolitana de l'Església Catòlica a Irlanda. Va ser formalment reconeguda com a província metropolitana l 1152 pel Sínode de Kels. El 2013 tenia 1.154.296 batejats sobre una població de 1.485.521 habitants. Actualment està regida per l'arquebisbe Diarmuid Martin.
El seu segon arquebisbe, Lorcán Ua Tuathail (anglificat com a Laurence O'Toole), és el seu sant patró.

## Territori
L'arxidiòcesi inclou tot el comtat de Dublín, la major part del comtat de Wicklow, una part substancial del comtat de Kildare i les parts inferiors dels comtats de Carlow, Wexford i Laois. S'estén a la costa est d'uns cent quilòmetres i uns setanta quilòmetres terra endins.
La seu arxiepiscopal és la ciutat de Dublín, on es troba la Pro-Catedral de Santa Maria.
El territori s'estén sobre 3.184 quilòmetres quadrats i està dividit en 200 parròquies, agrupades en 16 arxiprestats: Blessington, Bray, Cullenswood, Donnybrook, Dun Laoghaire, Fingal Nord, Fingal del Sud-est, Fingal del Sud-oest, Finglas, Howth, Maynooth, Dublín centre (Nord), Dublín centre (Sud), el sud de Dublín, Tallaght i Wicklow .
A més de Dublín, la diòcesi conté diverses grans ciutats : Arklow, Balbriggan, Bray, Celbridge, Greystones, Leixlip, Malahide, Maynooth i Swords.

### La província eclesiàstica
La província eclesiàstica de Dublín, fundada l'any 1152, es compon de les següents sufragànies:
- bisbat de Ferns,
- bisbat de Kildare i Leighlin,
- bisbat d'Ossory.

La Província de Dublín és una de les 4 províncies eclesiàstiques que integren l'Església Catòlica a Irlanda; les altres províncies són Armagh, Tuam i Cashel.

## Història

### Història eclesiàstica prediocesana
L'àrea de Dublín ja era cristiana molt abans de la creació oficial de la diòcesi. Hi ha restes vestigials dels monestirs que eren famosos abans d'aquest temps en Finglas, Glasnevin, Glendalough, Kilnamanagh, Rathmichael, Swords, Tallaght, entre d'altres. Són testimonis de la fe de generacions anteriors i per a una vida eclesial pròspera. Diversos d'aquests funcionaven com a "esglésies de cap", la més important de les quals era Glendalough. El primer esment de la presència cristiana a la costa oriental de l'illa es remunta a la primera meitat del segle v, quan el Papa Celestí I va enviar al voltant del 431 el missioner Palladio com a bisbe dels cristians irlandesos; Palladio va fundar algunes comunitats, incloent-hi Teach-Renan (Tigroney), i Donard al comtat de Wicklow. Posteriorment, sant Patrici va treballar en el mateix territori.
A partir del segle vi el monaquisme es desenvolupà a gran escala una mica per tot arreu a l'illa, creant-se una organització territorial, típica d'Irlanda, basada en el sistema monàstic i no a la diòcesi, com succeïa en el continent i la Gran Bretanya. La base monàstica del poder de l'església primerenca resideix en l'autoritat més gran dels abats de les principals comunitats. Si bé hi va haver bisbes, no hi havia diòcesis organitzades en el sentit modern. En molts casos, els càrrecs d'abat i bisbe sovint eren ocupats per una sola persona. Tot i que Ware, a Antiguitats d'Irlanda esmenta "bisbes de Dublín" ja el 633, la diòcesi de Dublín per se no es considera que començà fins al 1038. És històricament incert si un monestir també va estar present en Duibhlinn, Dublín d'avui, si no una sèrie de bisbes dels segles vii i viii, els historiadors han atribuït el títol de bisbes de Dublín. És poc probable que aquests bisbes poden ser considerats com a bisbes residencials moderns, sobretot perquè gairebé tots operant des de fora de la diòcesi. El primer d'ells és Sant Livino, que va morir el 633 a Gant (Bèlgica). Sant Wiro va viure a la Gàl·lia i va morir a Roermond (als Països Baixos, Sant Disibodo va morir a Alemanya i Sant Rumoldo, al segle viii va anar a Roma i va morir a Mechelen. Quan van començar a emergir a Irlanda diòcesis organitzades formalment, tota l'actual diòcesi de Dublín i més, estava compresa dins de la diòcesi de Glendalough.

### La diòcesi danesa de Dublín
Des del final del segle viii la costa est d'Irlanda i la seva zona d'influència van ser devastades per les incursions vikingues, que van provocar la mort i la destrucció per tot arreu; gairebé tots els antics monestirs van ser cremats, així com les seves biblioteques i manuscrits preciosos. El 815 els danesos, encara pagans, conqueriren Irlanda. El primer rei de Dinamarca a convertir-se al cristianisme va ser Sitric, Rei de Dublín, batejat a Anglaterra en el primer terç del segle x. No obstant això, en poc temps el rei va tornar al paganisme. Després de l'abjuració de Sitric, el seu fill Godfrey va esdevenir cristià el 943, i el Regne de Dublín va buscar tenir un bisbe propi al segle xi, en particular sota Sitric MacAulaf, que havia estat en peregrinació a Roma. Ell va enviar al seu candidat elegit, Donat (o Donagh o Donato) per a ser consagrat a Canterbury el 1028, i el nou prelat tenia la seva diòcesi de Dublín com un petit territori dins de la ciutat emmurallada, que va presidir fins a 1074. Aquesta consagració marcà una profunda diferència entre Dublín i la resta de l'Església d'Irlanda: mentre que l'illa va seguir governant el sistema monàstic, l'aplicació a Dublín va ser crear una diòcesi organitzada en el model anglès. El poder de Dinamarca va cessar amb la victòria del rei Brian Boru el 1014, però Dublín va seguir sent una possessió danesa. La nova diòcesi de Dublin no formava part de l'església a Irlanda, sinó més aviat part era de la nordica Província de Canterbury. Sitric també preveié la construcció de la catedral de la Santíssima Trinitat (actual catedral anglicana) el 1028 "amb les terres de Baldoyle, Raheny i Portrane per al seu manteniment."
El successor de Donat, Gilla Patrick, autor de diversos opuscles en llatí, va ser consagrat a Londres, mentre que Donat O'Haingly va ser consagrat a Dublín, però de nou el seu nebot i successor Samuel O'Haingly va ser consagrada a Winchester (Anglaterra). Juntament amb l'acceptació del nomenament, els primers bisbes de Dublín van prometre obediència als arquebisbes de Canterbury.
El sínode de Rathbreasail, celebrat el 1111 sota l'autoritat papal de Gillebert (Gilbert), bisbe de Limerick, va posar fi a l'organització territorial basada en els monestirs irlandesos i antiga circumscripció monàstica, i el nombre de diòcesis a Irlanda es va fixar en vint. Dublín no estava inclòs, probablement pel fet que no es considerava com una part integral de l'Església d'Irlanda, i potser perquè el clergat i la gent de la ciutat no havien acceptat la submissió a la diòcesi de Glendalough i especialment la separació de Canterbury i submissió a l'arxidiòcesi d'Armagh.

### El Sínode de Kells, 1152
El 1151, el Papa Eugeni III va encarregar el cardenal Paparo anar a Irlanda i establir 4 províncies eclesiàstiques, nomenant a cadascuna un bisbe metropolità. En general, el sínode de Kells del 1152, es van crear les províncies metropolitanes d'Armagh, Dublín, Cashel, i Tuam, que aproximadament eren coextensives amb els seus homòlegs civils contemporanis.
La seu de Dublín va rebre cinc diòcesis sufragànies: Glendalough, Kildare, Leighlin, Ferns i Kilkenny.
El territori diocesà es va ampliar de nou el 1179, quan, a sant Llorenç O'Toole, que havia anat a Roma per participar en el Tercer Concili del Laterà, el Papa Alexandre III va concedir-li estendre el seu territori cap al sud, fins a Bray; i després en 1215, quan la diòcesi de Glendalough va ser suprimida i el seu territori annexat a Dublín.
En un document elaborat pel llavors arquebisbe de Tuam en 1214, el cardenal es descriu com trobant tant un bisbe amb seu a Dublín (que exercia el seu ofici episcopal tan sols dins els murs de la ciutat) i «Es troba a la mateixa Diòcesi una altra església a les muntanyes, que també tenia el nom d'una ciutat [Glendalough] i tenia un cert "chorepiscopus". Però ell va lliurar el pal·li a Dublín, que era la millor ciutat i nomenà que la diòcesi (Glendalough) en la qual estaven les dues ciutats havia de dividir-se, i que una part de la mateixa ha de passar a la metropolitana.» La part del nord del comtat de Dublín, conegut com a Fingall, va ser pres de la diòcesi Glendalough i s'uní a Dublín. La nova arxidiòcesi tenia 40 parròquies agrupades en deanaries que es basaven en els antics monestirs d'alt nivell. Tota la dependència de Dublín a les esglésies angleses, com Canterbury, va finalitzar.

### Els primers arquebisbes
El primer arquebisbe, Gregory, va ser consagrat a Lambeth. El segon arquebisbe, que ocupà la seu entre 1161 i 1179, va ser estat de sant Llorenç O'Toole, anteriorment abat de Glendalough, que havia estat escollit com a Bisbe de Glendalough en 1162. Durant el seu temps en el càrrec, la presència de l'Església va créixer a la ciutat de Dublín (el 1170 hi havia sis esglésies a més de la catedral dins dels murs) i ordes religiosos del continent que va arribar a Irlanda (agustinians, dominics, franciscans i carmelites tenien cases a Dublín, i el gran convent de Grace Dieu, prop de Donabate, ja també s'havia fundat). Com a part d'aquesta tendència, Llorenç va instal·lar una comunitat de canonges per celebrar, segons la Regla Aroasiana (agustinians reformats) a la catedral de la Santíssima Trinitat (més tard coneguda com l'Església de Crist). L'abadia de Santa Maria, una de les cases religioses més importants d'Irlanda durant segles, va ser fundada a Dublín en aquesta època, per primera vegada sota la regla benedictina, a continuació, passant posteriorment als cistercencs.

### El període normand
A partir de la segona meitat del segle xii, l'escena política d'Irlanda va ser canviada de forma permanent per l'arribada dels normands i la influència de la corona anglesa. El successor de Sant Llorenç, John Comyn, va ser un normand, i d'aquí en endavant i fins a l'època de la Reforma, els arquebisbes de Dublín van ser tots o bé normands o bé anglesos. Al mateix John Comyn Enric II va concedir alguns feus senyorials amb el dret a seure al Parlament com Senyor. Molts arquebisbes d'aquest període van ocupar llocs importants en la política anglesa i sovint se'ls assignaren funcions importants. El 1185, el Papa aprovà una petició per fusionar les diòcesis de Dublín i Glendalough, amb efectes a partir de la mort del llavors bisbe de Glendalough. La unió va entrar en vigor el 1216, amb l'aprovació del Papa Innocenci III, i les diòcesis han restat així des de llavors.
Encara és en aquest període que va sorgir la controvèrsia, de vegades porta a terme amb un to aspre i desagradable, amb l'arquebisbe d'Armagh per la Primacia a l'Església d'Irlanda, discussió que va perdre la seva importància només en el segle xix.
Dublín va adquirir una segona catedral, Sant Patrici, construïda fora dels murs de la ciutat per un arquebisbe desitjosos de mantenir la seva llibertat d'acció de govern de la ciutat, i fundada en 1191. A més del seu palau de Sant Sepulcre (on avui es troba l'estació de Kevin Street Garda) l'arquebisbe tenia el seu castell a Swords. L'abat de l'abadia de Santa Maria va tenir el seu castell en Bulloch Harbour, prop de Dalkey, on s'aplicaven drets de duana sobre totes les mercaderies importades. En aquest moment, Dalkey era un important port comercial.
Les parròquies medievals es poden rastrejar als afores de la ciutat i els pobles. Són exemples Tully, que data de temps molt antics, Kilgobbin, Kill of the Grange, Kilbarrack, Raheny, Howth, Grange Abbey. Les seves parets en ruïnes semblen molt petites als ulls moderns, però la població era escàs en aquests dies i edificis senzills eren adequades, molts amb sostre de palla.
L'edat mitjana també van veure moltes peregrinacions i a més de Glendalough, les peregrinacions es van fer amb regularitat al Santuari de Nostra Senyora a Trim al comtat de Meath, i a l'exterior, per exemple a Roma, i al gran santuari de Sant Jaume, a Compostel·la, reunint-se a l'Església de Sant Jaume i abandonant la ciutat per la Porta de Sant Jaume, com era el costum en altres ciutats europees.

### Període de la Reforma
L'arquebisbe John Alen va ser assassinat el 1534 durant la rebel·lió de "Silken Thomas". El rei va aprofitar l'oportunitat de nomenar il·legítimament com a arquebisbe a George Browne. Va assumir el càrrec a Dublín el 1536 i va fer eliminar tota referència a la papa als missals, va agafar les relíquies i les van cremar en una foguera. Va introduir la litúrgia reformada del Llibre de l'oració comuna, i es va casar. L'excomunió d'Enric VIII va tenir lloc el 1538 i Enric va ser proclamat rei d'Irlanda pel Parlament irlandès en 1542. Roma no va nomenar cap arquebisbe fins a Hugh Curwen el 1555, ja amb la Reina Maria, i el seu intent de reintroduir el catolicisme. George Browne va ser deposat a causa del seu matrimoni i va ser succeït per Hugh Corwin, que a la mort de reina va esdevenir apòstata passant al Protestantisme.A causa del procés desigual de la Reforma Anglesa, la separació definitiva entre el Papat i l'administració anglesa no va tenir lloc fins al 1570 amb la publicació de la butlla Regnans in Excelsis del papa Pius V. Les sectàries lleis penals promulgades posteriorment va donar lloc a llargs períodes de persecució i privació de l'Església a tots dos regnes. A Irlanda, les esglésies i altres béns passaren de l'Església de l'estat, els sacerdots van haver de passar a la clandestinitat, i les restriccions sobre els aspectes de la vida ordinària es van imposar per als catòlics romans que es van quedar.
Entre els màrtirs religiosos de Dublín s'inclouen els beats Francis Taylor, Batlle de Dublín, Margaret Bermingham i l'arquebisbe  Peter Talbot, que va ser contemporani de sant Oliver Plunkett. Entre els màrtirs de fora de Dublín s'inclouen els beats Dermot O'Hurley, arquebisbe de Cashel, Conor O'Devany de la diòcesi de Down i Connor, i Patrick O'Loughran, un prevere del comtat de Tyrone.
L'arquidiòcesis de Dublín va quedar sense un pastor catòlic durant uns quaranta anys, mentre que tenia lloc una persecució anticatòlica. El 1600 va ser nomenat com a arquebisbe el franciscà espanyol Mateo d'Oviedo, que va arribar a Irlanda, no s'atreví a posar un peu a la seva diòcesi i la governà per mitjà de vicaris generals, tres dels quals van ser empresonats. El seu successor Eugene Matthews va ser capaç d'organitzar un sínode provincial a Kilkenny, on es van reorganitzar les parròquies; després d'escapar diverses vegades a la presó, es va veure obligat a sortir d'Irlanda i va morir a Roma. El 1651 va morir a l'exili de Galway el també arquebisbe Thomas Fleming, deixant vacant el càrrec fins a 1669, quan va ser nomenat Peter Talbot, qui va celebrar un sínode diocesà el 1670. Es va exiliar el 1673 i va restablir en 1677, però va ser immediatament empresonat i va morir a la presó en 1679.
El seu successor, Patrick Russell, portà a terme una intensa activitat pastoral per mitjà de la convocatòria de dos sínodes provincials en 1685 i 1688 i dos sínodes diocesans en 1686 i en 1689: va aconseguir reorganitzar el capítol metropolità. La derrota dels jacobites a la batalla del Boyne va provocar que empitjoressin les condicions dels catòlics irlandesos i l'arquebisbe va ser empresonat: com el seu predecessor va morir a la presó en 1692. Va ser succeït per Peter Creagh, nomenat per Jaume II d'Anglaterra pel dret de patronat, però va viure a l'exili a França i va governar la diòcesi a través de vicaris generals.
L'arquebisbe Edmund Byrne va ser consagrat per Patrick O'Donnelly, bisbe de Dromore, que des de 1705 havia estat l'únic bisbe catòlic irlandès. L'arquebisbe es va encarregar d'establir noves parròquies als barris més nous de Dublín. El 1710 es va negar a prendre el jurament en contra dels Stuart i va haver de fugir a Kildare amb la família. Fins i tot el seu successor, Edward Murphy, es va haver d'amagar durant el seu episcopat.
A mesura que la persecució es va moderar en la segona meitat del segle xviii, es van obrir "cases de misses". Algunes estan marcats en els mapes i la memòria dels "camins de misses" en certs llocs del país ha durat fins avui. Els edificis eren generalment d'un disseny molt simple, de parets de fang i sostres de palla, amb els mobles més primitius, i cases similars es van repetir per a tota Irlanda - «El rei nascut en una establia va tenir el tron en una menjadora», com es deia.

### Seglesxviiiixix
Els segles XVIII i xix va ser una època de reconstrucció i reactivació, ja que les lleis penals ser a poc a poc es van relaxar. En la dècada de 1770 i 1780 l'arquebisbe Carpenter va donar instruccions perquè les oracions que es pronunciessin a la diòcesi fossin en gaèlic i en anglès, car tots dos idiomes d'ús habitual entre la gent comuna. La reactivació arquidiócesis es va produir durant el llarg episcopat (1786-1823) John Thomas Troy, que va fundar la universitat de Maynooth i va col·locar la primera pedra de la Pro-Catedral de Santa Maria; al mateix temps que van obrir les escoles catòliques i es van construir noves esglésies. La Pro-catedral va ser acabada pel seu successor Daniel Murray, que podria alegrar en l'emancipació dels catòlics en 1829.
Els anys 1800 van veure la gran obra de les noves congregacions religioses, com les Germanes de la Caritat sota María Aikenhead, Catherine McAuley amb la seva Casa de la Misericòrdia al carrer Baggot, i Margaret Aylward amb les germanes Santa Fe, el beat Edmund Rice de Waterford, amb les Escoles O'Connell a Richmond Street i l'Escola a Hannover Street, que més tard es va traslladar a Westland Row.
Daniel O'Connell va ser el líder de moltes iniciatives per recuperar la llibertat de culte catòlic. En aquests anys l'arquebisbe Daniel Murray va supervisar el treball en curs de renovació.
El Dr. Murray va tenir un paper especial quan les Germanes de Loreto, la branca irlandesa de l'Institut de la benaurada Verge Maria, va ser fundada per la seva amiga la Mare Frances ("Fanny") Ball, com un nom associat amb tant patiment per la Fe tornar tres segles després d'alegrar-se en la seva restauració.
La restauració de l'educació catòlica va portar a l'obra missional, els jesuïtes de la Universitat Catòlica i en Milltown Park, els Pares de l'Esperit Sant en Kimmage Manor i Blackrock cal recordar, entre molts altres.
Va ser l'arquebisbe Paul Cullen qui va instituir el seminari diocesà i va fundar l'Hospital Mater Misericordiae. El 18 de maig de 1854 es va fundar la Universitat Catòlica d'Irlanda, elegint-se a John Henry Newman com el primer rector. En 1866 es va convertir en el primer cardenal irlandès i en 1875 va presidir el sínode nacional de Maynooth. També el seu successor Edward Maccabe va ser creat cardenal i portat cap endavant la línia ultramuntana, evitant el contacte de les reivindicacions dels nacionalistes irlandesos. Aquesta política es va veure interrompuda per l'episcopat de William Joseph Walsh, que en canvi, va ser un ardent partidari del Moviment Nacional d'Irlanda. En canvi l'arquebisbe Edward Joseph Byrne cercà principalment la concòrdia. Una parcel·la per ell destinada per a la construcció d'una catedral l'arquebisbe Dermot Ryan la transformà en un parc públic.

### Els temps moderns
El llarg episcopat de John Charles McQuaid (1940 - 1971) va coincidir amb un període de forta expansió urbana de Dublín: s'establiren 60 noves parròquies i es van construir 80 noves esglésies, 250 escoles primàries i 100 escoles secundàries. Molt actiu en el front social, era un conservador pel que fa als canvis introduïts pel Concili Vaticà II, particularment pel que fa a la reforma litúrgica, que va dubtar d'aplicar, el paper dels laics i de l'ecumenisme. La plena aplicació del Concili va ser el centre d'atracció en lloc de la pastoral del seu successor, Dermot Ryan, un liberal i reformista.
En 1979 el Papa Joan Pau II va realitzar la primera visita apostòlica d'un Papa a l'arxidiòcesi.

## Abusos sexuals de menors a l'arxidiòcesi de Dublín
L'escàndol dels abusos sexuals a l'arxidiòcesi de Dublín és un dels majors escàndols d'abusos sexuals a Irlanda; en referència a això, el Govern irlandès encarregà una investigació el 2006, publicada a l'Informe Murphy al novembre de 2009. L'informe revela que des dels anys 60 fins a mitjans dels anys 90 els arquebisbes que es van succeir èxit a Dublín no denunciaren a la policia els casos d'abús sexuals de menors per part de sacerdots dels quals tenien coneixement:
| «                             | Durant el període que s'examina, hi va haver quatre arquebisbes al càrrec – els arquebisbes McQuaid, Ryan, McNamara i Connell. Ni un sol d'ells van informar del seu coneixement dels abusos sexuals infantils al Gardaí al llarg dels anys 1960, 1970, o 1980 | » |
| — Informe Murphy, secció 1.36 | |   |

L'Informe Murphy va revelar també la responsabilitat personal dels arquebisbes que van succeir-se com a Primats d'Irlanda. D'acord amb l'informe, l'arquebisbe John Charles McQuaid (1940-1972) va treballar per tal «d'evitar l'escàndol i no va mostrar preocupació pel bé dels nens.» L'arquebisbe Dermot Ryan (1972–1984) no inicià investigacions contra diversos sacerdots acusats d'abús, i ignorà un dictamen psicològic de no enviar a un sacerdot a una parròquia; aquest capellà va anar després condemnat per violació d'un nen mentre tenia cura d'una parròquia. Ryan va decidir confiar la seva gestió a diferents persones, amb l'efecte de tenir una manca de coordinació de les activitats i d'acord amb la «relació sembla que era una política per assegurar que el coneixement del problema era el menor possible.»
A inicis de la dècada de 2000, mentre que l'escàndol d'abusos sexuals a menors per part de sacerdots anava en augment dins de l'Església Catòlica d'Irlanda, es va revelar que el llavors arquebisbe McNamara, en el càrrec entre 1984 i 1987, havia sol·licitat un dictamen sobre les responsabilitats legals de l'Església que es deriven d'aquests abusos, i que com a resultat d'aquesta opinió, havien assegurat l'arxidiòcesi per protegir econòmicament; però, no va revelar la magnitud de l'abús sexual a la Garda Síochána (la policia irlandesa). McNamara també va posar en servei un sacerdot que s'havia confessat culpable d'abús infantil i que era sospitós d'altres abusos. L'arquebisbe Diarmuid Martin va declarar que:
| «                 | És probable que milers de nens o joves de tota Irlanda van ser objecte d'abusos per part de sacerdots en el període objecte de la investigació i l'horror de l'abús que no va ser reconegut com el que és. | » |
| — Diarmuid Martin | |   |

## Governabilitat
L'arxidiòcesi està dirigida per 

1. l'Arquebisbe, assistit per tres (com en 2007) bisbes auxiliars, cadascun amb una seu titular,
2. el Vicari General,
3. dos Vicaris Episcopals,
4. un Vicari per a preveres,
5. un Vicari de religiosos (el 2007, una monja) i
6. altres clergues.

A més, existeix un Consell de Preveres, diversos comitès consultius i cada Deganat té un vicari forà.

### El capítol
El Capítol Metropolità Capítol encara existeix. Mentre que l'Església d'Irlanda va tenir dos capítols durant molts anys, l'Església romana només en té un sol, que descendeixen de la catedral de Sant Patrici, mentre que el de l'Església de Crist es va reconstituir sense autoritat papal, en 1539-1541.
Els membres del capítol d'avui tenen un paper cerimonial i d'assessorament.
Hi ha llocs per a 32 canonges, amb 4 dignitats, 2 ardiaques i 26 prebendats de 24 prebendes (els dos de menor rang tenen dues parts cadascuna).

### Administració
L'administració diocesana, amb seu a la Casa de l'Arquebisbe i els edificis adjacents al Clonliffe College, inclou la Cancelleria, les Oficines dels Sacerdots, Religiosos i Recursos Humans, Finances i Secretaries d'Educació, Oficines de Comunicació i Assumptes Públics i Arxius Diocesans. També hi ha grups de suport i de desenvolupament litúrgics com l'equip de Vocacions i Centre de Recursos litúrgics, i les iniciatives per al desenvolupament de sacerdots i parròquies. Finalment, hi ha panells eclesiàstics com el Tribunal de Matrimoni.
Les parròquies s'agrupen en els següents deganats: Blessington, Bray, Cullenswood, Donnybrook, Dun Laoghaire, Fingal Nord, Fingal South East, Fingal Sud-oest, Finglas, Howth, Maynooth, Nord Centre de la Ciutat, Sud Centre de la Ciutat, Dublín Sud, Tallaght, Wicklow.
Un Consell Pastoral Parroquial i un Comitè Financer de la parròquia està establert en cada parròquia.

## Altres serveis
L'arxidiòcesi, a més de la feina dins de les aproximadament 200 parròquies, opera alguns serveis de forma centralitzada. El més conegut d'aquests són Crosscare (l'Agència Diocesana per a l'assistència social) i l'Assistència als Joves Catòlics (Catholic Youth Care - CYC). Crosscare també va crear el Programa de Sensibilització sobre Drogues.
La Diòcesi és també la llar d'una branca d'Acord, l'Agència Nacional de Cura del Matrimoni Catòlic.
També hi ha el Servei de Protecció Infantil independent.

## Cronologia episcopal
- San Livino ? † (? - 12 de novembre de 633 mort)
- San Wiro ? † (? - 8 de maig de 650 mort)
- San Disibodo ? † (vers 664 - 674 o 675 renuncià)
- San Gualafer ? † (segle viii)
- San Rumoldo ? † (? - 24 de juny de 775 mort)
- San Sedulio ? † (? - 12 de febrer de 785 mort)
- Cormac ? † (citat el 890)
- Donat (o Dunan) † (abans del 1038[11] - 6 de maig de 1074 mort)
- Gilla Patrick † (1074 - 10 d'octubre de 1084 mort)
- Donat O'Haingly, O.S.B. † (1085 - 23 de novembre de 1095 mort)
- Samuel O'Haingly, O.S.B. † (20 d'abril de 1096 consagrat - 4 de juliol de 1121 mort)
- Gregory † (2 d'octubre de 1121 consagrato - 8 d'octubre de 1161 mort)
- San Lawrence O'Toole † (1162 consagrat - 12 de novembre de 1180 mort)
- John Comyn, O.S.B. † (21 de març de 1182 consagrat - 25 d'octubre de 1212 mort)
- Henry de Loundres † (1212 - de juliol de 1228 mort)
- Luke Neterville † (13 de desembre de 1228 - 12 de desembre de 1255 mort)
- Fulk de Saundford † (8 d'agost de 1256 - 6 de maig de 1271 mort)
  - Sede vacante (1271-1279)
- John de Derlington, O.P. † (8 de febrer de 1279 - 29 de març de 1284 mort)
- John de Saundford † (30 de maig de 1285 - 2 d'octubre de 1294 mort)
- William de Hothum † (24 d'abril de 1296 - 28 d'agost de 1298 mort)
- Richard de Ferings † (1 de juliol de 1299 - abans del 1306 mort)
  - Richard de Havering † (10 de juliol de 1307 - 1310 renuncià) (bisbe electe)
- John Lech (o Leck) † (18 de maig de 1311 - 10 d'agost de 1313 mort)
- Alexander de Bicknor † (20 d'agost de 1317 - 14 de juliol de 1349 mort)
- John de Saint Paul † (4 de setembre de 1349 - 9 de setembre de 1362 mort)
- Thomas Minot † (17 de febrer de 1363 - 10 de juliol de 1375 mort)
- Robert de Wikeford † (12 d'octubre de 1375 - 29 d'agost de 1390 mort)
- Robert Waldby, O.E.S.A. † (14 de novembre de 1390 - 3 de novembre de 1395 nomenat bisbe de Chichester)[12]
- Richard Northall (o Northalis), O.Carm. † (3 de novembre de 1395 - 20 de juliol de 1397 mort)
- Thomas Cranley † (26 de setembre de 1397 - 25 de maig de 1417 mort)
- Richard Talbot † (20 de desembre de 1417 - 15 d'agost de 1459 mort)
- Micheal Tregury † (31 d'octubre de 1459 - 21 de desembre de 1471 mort)
- John Walton † (4 de maig de 1472 - 1484 renuncià)
- Walter Fitzsimons † (14 de juny de 1484 - 14 de maig de 1511 mort)
- William Rockeby † (28 de gener de 1512 - 21 de novembre de 1521 mort)
- Hugh Inge † (27 de febrer de 1523 - 3 d'agost de 1528 mort)
- John Allen † (3 de setembre de 1529 - 28 de juliol de 1534 mort)
  - Sede vacante (1534-1555)
- Hugh Corwin † (21 de juny de 1555 - 1559 apostatà)
  - Sede vacante (1559-1600)
- Mateo de Oviedo, O.F.M.Obs. † (5 de maig de 1600 - 10 de gener de 1610 mort)
- Eugene Matthews † (2 de maig de 1611 - 1 de setembre de 1623 mort)
- Thomas Fleming, O.F.M.Obs. (23 d'octubre de 1623 - 2 d'agost de 1651 mort)
  - Sede vacante (1651-1669)
- Peter Talbot † (11 de gener de 1669 - 15 de novembre de 1680 mort)
- Patrick Russell † (13 de juliol de 1683 - 14 de juny de 1692 mort)
- Peter Creagh † (9 de març de 1693 - 20 de juliol de 1705 mort)
- Edmund Byrne † (31 de març de 1707 - vers 10 de febrer de 1723 o 22 de gener de 1724 mort)
- Edward Murphy † (1 de setembre de 1724 - vers 22 de desembre de 1728 mort)
- Luke Fagan † (24 de setembre de 1729 - 11 de novembre de 1733 mort)
- John Linegar † (20 de març de 1734 - 21 de juny de 1757 mort)
- Richard Lincoln † (21 de juny de 1757 - 21 de juny de 1763 mort)
- Patrick Fitzsimons † (20 de setembre de 1763 - 24 de novembre de 1769 mort)
- John Carpenter † (10 d'abril de 1770 - 29 d'octubre de 1786 mort)
- John Thomas Troy, O.P. † (19 de desembre de 1786 - 11 de maig de 1823 mort)
- Daniel Murray † (11 de maig de 1823 - 26 de febrer de 1852 mort)
- Paul Cullen † (3 de maig de 1852 - 24 d'octubre de 1878 mort)
- Edward MacCabe † (4 d'abril de 1879 - 11 de febrer de 1885 mort)
- William Joseph Walsh † (3 de juliol de 1885 - 9 d'abril de 1921 mort)
- Edward Joseph Byrne † (28 d'agost de 1921 - 9 de febrer de 1940 mort)
- John Charles McQuaid, C.S.Sp. † (6 de novembre de 1940 - 29 de desembre de 1971 jubilat)
- Dermot J. Ryan † (29 de desembre de 1971 - 1 de setembre de 1984 renuncià)
- Kevin McNamara † (15 de novembre de 1984 - 8 d'abril de 1987 mort)
- Desmond Connell (21 de gener de 1988 - 26 d'abril de 2004 jubilat)
- Diarmuid Martin, des del 26 d'abril de 2004

## Estadístiques
A finals del 2006, la diòcesi tenia 1.087.361 batejats sobre una població d'1.291.599 persones, equivalent al 84,2% del total.
| any  | població  | població  | població | sacerdots | sacerdots       | sacerdots       | sacerdots             | diaques | religiosos | religiosos | parròquies |
| ---- | --------- | --------- | -------- | --------- | --------------- | --------------- | --------------------- | ------- | ---------- | ---------- | ---------- |
| any  | batejats  | total     | %        | total     | clergat secular | clergat regular | batejats por sacerdot | diaques | homes      | dones      |            |
| 1950 | 639.542   | 709.729   | 90,1     | 1.014     | 445             | 569             | 630                   |         | 1.778      | 3.031      | 90         |
| 1970 | 797.999   | 870.544   | 91,7     | 1.470     | 604             | 866             | 542                   |         | 1.952      | 3.857      | 123        |
| 1980 | 980.000   | 1.075.000 | 91,2     | 1.694     | 593             | 1.101           | 578                   |         | 1.881      | 2.997      | 181        |
| 1990 | 1.105.000 | 1.210.000 | 91,3     | 2.262     | 603             | 1.659           | 488                   |         | 2.276      | 3.301      | 195        |
| 1999 | 1.033.808 | 1.164.256 | 88,8     | 1.458     | 550             | 908             | 709                   |         | 1.396      | 2.956      | 200        |
| 2000 | 1.033.808 | 1.164.256 | 88,8     | 1.427     | 541             | 886             | 724                   |         | 1.322      | 2.919      | 200        |
| 2001 | 1.033.808 | 1.164.256 | 88,8     | 1.416     | 523             | 893             | 730                   |         | 1.231      | 2.876      | 200        |
| 2002 | 1.033.808 | 1.164.256 | 88,8     | 1.405     | 492             | 913             | 735                   |         | 1.258      | 2.895      | 200        |
| 2003 | 1.033.808 | 1.164.256 | 88,8     | 1.359     | 497             | 862             | 760                   |         | 1.222      | 2.508      | 200        |
| 2004 | 1.087.285 | 1.291.581 | 84,2     | 1.343     | 499             | 844             | 809                   |         | 1.243      | 2.676      | 200        |
| 2006 | 1.087.361 | 1.291.599 | 84,2     | 1.432     | 539             | 893             | 759                   | 1       | 1.229      | 2.662      | 200        |